# Henderson (Tennessee)
Henderson è un comune (city) degli Stati Uniti d'America e capoluogo della contea di Chester nello Stato del Tennessee. La popolazione era di 6 309 persone al censimento del 2010. La contea di Chester venne creata con parti delle contee di Hardeman, Henderson, McNairy, e Madison nel 1882 e prende questo nome in onore di Robert I. Chester.

## Geografia fisica
Henderson è situata a 35°26′35″N 88°38′40″W (35.443025, -88.644345).
Secondo lo United States Census Bureau, ha un'area totale di 7,9 miglia quadrate (20,4 km²).

## Società

### Evoluzione demografica
Secondo il censimento del 2000, c'erano 5 670 persone.

### Etnie e minoranze straniere
Secondo il censimento del 2000, la composizione etnica della città era formata dall'80,09% di bianchi, il 17,87% di afroamericani, lo 0,09% di nativi americani, lo 0,41% di asiatici, lo 0,37% di altre razze, e l'1,18% di due o più etnie. Ispanici o latinos di qualunque razza erano l'1,52% della popolazione.